# GTA MyCar
Das GTA MyCar, auch als „Innovech Mycar“ bekannt, ist ein Kleinstwagen der Marke GTA, wobei Automodell und Automarke mittlerweile beide dem amerikanischen Unternehmen WM GreenTech Automotive Corp. gehören.

## Modell- und Unternehmensentwicklung
Das Konzept des Kleinstwagens MyCar beinhaltete ein Auto für den Großstadtverkehr. Die Entwicklungsaktivitäten zur Verwirklichung dieses Autos begannen konkrete Züge anzunehmen, als 2002 die Designschule der Hong Kong Polytechnic University und die Milan School of Design in einem Gemeinschaftsprojekt die ersten Prototypen dafür entwarfen und bauten. Für die italienische Seite brachte sich Italdesign unter der Leitung von Giorgetto Giugiaro in das Projekt ein. Als Spin-off-Projekt der Hong Kong Polytechnic University wurde im Jahr 2003 Innovech International Ltd. gegründet, welches von den Firmen Kingdom Fine Metal Ltd. und der Jingmei Group anteilig mit Kapital und Know-how ausgestattet wurde. Das frischgebackene Unternehmen wurde mit der Vermarktung des Autos betraut. Die Regierung von Hongkong nahm dies als Gelegenheit wahr, um die Metropole als Zentrum für Designinnovation zu fördern, und stellte 2 Mio. Hongkong-Dollar bereit, um das MyCar zu kommerzialisieren. Der Kingdom-Konzern, ansässig in Hongkong, und die Jingmei Group, ansässig in Peking, sind in der Metall- und Kunststoffverarbeitung tätig. Innovech International, das frisch gegründete Unternehmen, stellte dann das Modell mit überarbeitetem Gestaltungskonzept auf der Bologna Motor Show im Dezember 2003 aus. Nach den Produktionsvorbereitungen, verbunden mit einer Vielzahl von Schwierigkeiten, begann der Produktionsstart des Modells schließlich im zweiten Quartal des Jahres 2006 in Hongkong. Im gleichen Jahr wurde Innovech International in EuAuto Technology Limited umbenannt. Wegen der großen Nachfrage war das MyCar jedoch zunächst nur auf Märkten des südostasiatischen Raumes vertreten. Ab 2008 wurde im Werk der EuAuto Technology Limited das MyCar unter anderem auch für die Ausfuhr nach Frankreich, Großbritannien sowie Österreich hergestellt. Diese Export-Modelle hießen EuAuto CV.2 und EuAuto CV.4. Zu erkennen sind diese durch das MyCar-Symbol an der Vorderseite des Pkws. Im Oktober 2009 brachte EuAuto Technology Limited schließlich auch eine Elektroversion des MyCar in die Serienproduktion.
Im Frühjahr 2010 hat dann die amerikanische Firma WM GreenTech Automotive Corp. aus Tysons Corner das Hongkonger Unternehmen EuAuto Technology Limited zum Preis von 100 Mio. Hongkong-Dollar (13 Mio. US-Dollar) gekauft.
WM GreenTech Automotive Corp. plante, die Elektroversion des MyCar, die bis dato nur in Kleinserie produziert worden war, in Großserienproduktion herzustellen; eine Fabrikanlage der Tochterfirma GreenTech Automotive Incorporated, angesiedelt in Tunica County, Mississippi / USA, sollte angeblich außer für die Produktion von Hybridautos auch für die Großserienproduktion des MyCar ab 2014 genutzt werden. Um den Preis des MyCar niedrig zu halten, sollte ein Teil der benötigten Komponenten aus Billigländern, wie China, in die USA importiert werden. Analysten betrachteten die Realisierbarkeit des ehrgeizigen Plans mit Skepsis. Doch zuvor sollte bereits ab dem 31. Oktober 2011 in einer angemieteten Produktionsstätte in Horn Lake im US-Bundesstaat Mississippi die Produktion in den USA begonnen werden, was möglicherweise auch geschehen ist. Dieser provisorische Übergangsstandort sollte solange genutzt werden, bis die Produktionsstätte in Tunica County fertig werden würde. Ursprünglichen Planungen zufolge sollte die Fertigungs- und Montagehalle in Tunica im April 2014 fertiggestellt werden. Sie wurde schließlich im Oktober 2014 fertig. Nach Planungen sollte das Produktions-Equipment in der Montagehalle bis Ende November 2014 aufgebaut sein, sodass die Serienproduktion des MyCar in Tunica dann beginnen können sollte. Tatsächlich hat die Produktion dann auch irgendwann in Tunica County eingesetzt.
Im Januar 2017 wurde schließlich von Associated Press berichtet, dass GreenTech Automotive sein Produktionswerk am Mississippi – nach ungefähr zwei Jahren Betriebszeit – dicht machen würde.
Im Sommer 2011 wurde bekannt, dass WM GreenTech Automotive Corp. in einem Joint-Venture mit der chinesischen Investmentfirma Shenyang ZhongRui Investment Co. den Bau einer Fahrzeugfabrik in Ordos in der Inneren Mongolei in Angriff nehmen würde. Vorgeplant war der Bau von 300.000 Produktionseinheiten pro Jahr. Das neue Joint-Venture-Unternehmen sollte Ordos GreenTech Automotive Co. heißen. Analysten äußerten zuletzt Zweifel an der Entwicklungsstrategie des Unternehmens und an den Kompetenzen seines Chefs Terence McAuliffe. McAuliffe hat Ende des Jahres 2012 die Leitung des Unternehmens dann an jemanden anderen abgegeben.

## Das MyCar-Projekt

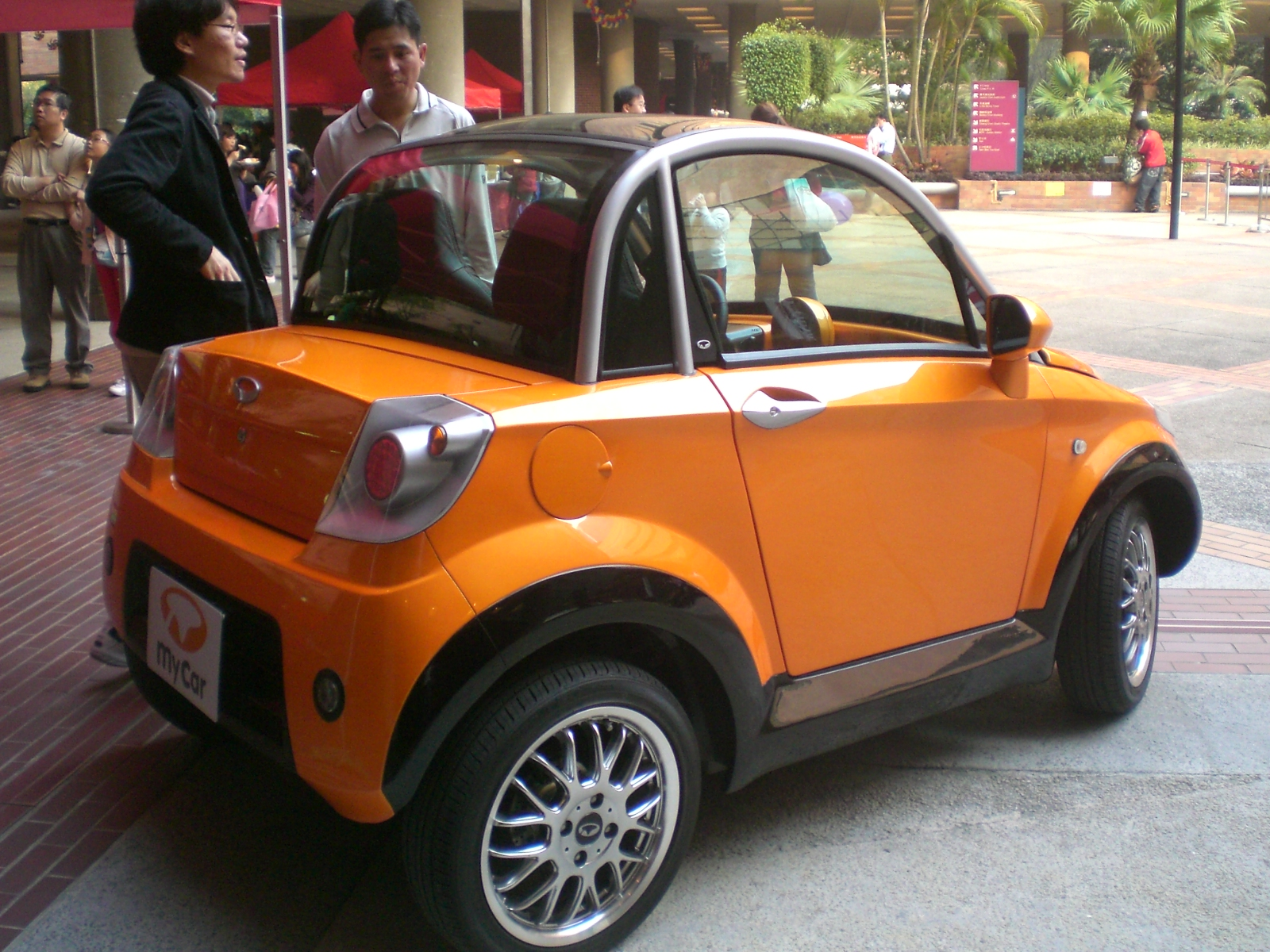
Heckansicht des Innovech MyCar

Ziel des MyCar-Projekts war es, ein Fahrzeug zu schaffen, das dem Verkehr von Großstädten angepasst ist. Die Konstruktion war so zu gestalten, dass der durch das immer größer werdende Verkehrschaos bedingten größeren Verschleißneigung der Bauteile am Fahrzeug durch robuste Bauweise entgegengewirkt wird. Entsprechend den Vorgaben entwickelte Italdesign das gesamte Fahrzeugkonzept, wobei Giorgetto Giugiaro das Fahrzeugdesign übernahm.
Das Design wurde von Italdesign bereits 2003 vorgestellt. Im Anschluss baute man das Fahrzeugmodell auf einem extrudierten Stahl-Chassis auf. Um Rostschäden zu vermeiden, entschloss man sich folgend für eine Plastikkarosserie. Die im Tiefziehverfahren hergestellten leichten Kunststoffplatten bauen auf dem Stahl-Chassis und einem verstärkten Aluminium-Rohrrahmen auf. Je nach Karosserieform gibt es das Modell als geschlossene Einheit oder als Cabrio mit abnehmbarem Hardtop. Bei der Hardtop-Version gibt es zusätzlich noch die Möglichkeit, Senktüren einbauen zu lassen. Bei dieser Wahl ist der Einstieg nur über eine erhöhte Brüstung möglich, zu vergleichen mit der von Strand-Buggies. Die Tür selbst wird in eine entsprechende Brüstungsverkleidung eingefahren. Während der Fahrt kann diese deshalb auch gerne mal offen gelassen werden. Direkter Konkurrent des MyCar ist der smart fortwo. Ehemals standen auch der smart forfour und der vergleichbare smart crossblade dem Modell als direkte Konkurrenten gegenüber. Weiterhin stellen alle möglichen zweisitzigen Microcars Konkurrenten dar, etwa einige Modelle der Firma Aixam aus Frankreich und dergleichen. Als Nutzfahrzeug steht das MyCar zudem auch als verlängerte Van-Version und als Mini-Pick-up zur Wahl. Das bauchige Design des MyCar ist lediglich als ein Schutzfaktor bei Unfällen ausgelegt und soll durch 6-speichige 15-Zoll-Leichtmetallräder etwas sportlicher wirken.
Das heckmotorbetriebene MyCar wird durch luftgekühlte einzylindrige Ottomotoren angetrieben. Das Einsteigermodell stellt hier die 4 kW starke 50-cm³-Version. Auf Wunsch stehen auch stärkere Motorisierungen mit 125, 150, 180 und 250 cm³ zur Verfügung. Die Höchstgeschwindigkeiten der MyCars beginnen bei 45 km/h und enden bei 85 km/h bei der Topmotorisierung. Wegen der geringen Geschwindigkeit wird vom Hersteller auch nur ein Zwei-Gang-Schaltgetriebe verwendet. Eine Elektroversion gab es zunächst lange Zeit nur als Konzeptfahrzeug. Eine geplante Serienproduktion derselben wurde wegen Desinteresses ursprünglich fallen gelassen, jedoch später im Oktober 2009 dann doch in Angriff genommen. Die Motorleistung beträgt 5,15 kW, die Reichweite mit Blei-Gel-Batterien 115 km; die Höchstgeschwindigkeit liegt bei 66 km/h. Der Preis für diese Elektroversion beträgt 97.000 Hongkong-Dollar. Alternativ setzte das Unternehmen auf Hybridmotoren, welche auf den vom Unternehmen angebotenen Standardmotorisierungen aufbauen und die gleichen Leistungseigenschaften haben. Die Motorisierung der Elektroversion ist von GreenTech Automotive überarbeitet worden. Die Motorleistung beträgt nun 7,8 kW und ist mit einem Drei-Gang-Schaltgetriebe ausgestattet. Die Höchstgeschwindigkeit liegt bei 56,3 km/h; Eine LiFePO4-Traktionsbatterie mit 16,7 kWh dient nun der Energiespeicherung. Die Reichweite liegt bei 104,6 km. Der Preis, der von der Ausstattung abhängig ist, beginnt in den USA bei 17.140 US-$.
Das Interieur ist ebenfalls eine Konstruktion von Italdesign. Das Armaturenbrett beinhaltet lediglich eine Tank- und eine Geschwindigkeitsanzeige. Die Sitze sind fest mit dem Stahlrahmen verbunden. Zum Schutz dienen lediglich Drei-Punkt-Sicherheitsgurte bei Fahrer- und Beifahrer. Ein MP3-Anschluss ist im MyCar Standard. Zur Ablage dient ein Ablagefach im Armaturenbrett. In den Türen stehen auch Netze zur Verfügung. Bei größerem Stauraum-Bedarf, wie zum Beispiel beim Vorhandensein von Einkaufsgut und Gepäck, gibt es einen Frontkofferraum wie beim VW Käfer.
Die Produktion begann im ersten Jahr (2006) in Hongkong mit 1.000 Einheiten; die derzeitige Zahl liegt bei einer maximalen Werksauslastung von 2.000 Einheiten. Auch ein Automobilwerk in Dongguan in der chinesischen Provinz Guangdong auf dem chinesischen Festland ist bereits in Betrieb; die Produktion der Kleinserie dort soll fortgesetzt werden.

## EuAuto
Die Versionen der EuAuto wurden erneut von Giorgetto Giugiaro gestaltet. Dabei bekam das MyCar lediglich ein geringes Facelift. Für Europa wurde zudem auch die Sicherheitstechnik des Modells überarbeitet, sodass die dafür adaptierte Karosserie andere Maße aufweist und auch den europäischen Sicherheitsnormen entspricht. Entgegen der für Südostasien gebauten Version, haben die beiden Modelle ein moderneres Interieur.

## Ähnlich aussehende Automodelle
Ein ähnlich aussehendes Modell ist das Lutom Chaowei EV. In welcher Beziehung es zum GTA Mycar steht, gilt es, zu klären.